# Laticauda
Laticauda là một chi rắn trong họ Rắn hổ (Elapidae), với chiều dài của các loài trong chi có thể lên đến 1,5 mét (4,9 ft) Các loài trong chi này phân bố ở vùng đảo Đông Nam Á, từ tây Ấn Độ cho đến xa hơn phía bắc Nhật Bản.

## Các loài
Chi này gồm 8 loài đã biết như dưới đây
- Laticauda colubrina (Schneider, 1799)
- Laticauda crockeri Slevin, 1934
- Laticauda frontalis (De Vis, 1905)
- Laticauda guineai Heatwole, Busack & Cogger, 2005
- Laticauda laticaudata (Linnaeus, 1758)
- Laticauda saintgironsi Cogger & Heatwole, 2006
- Laticauda schistorhynchus (Günther, 1874)
- Laticauda semifasciata (Reinwardt Schlegel, 1837)